# دانشگاه سوابی
دانشگاه سوابی (پشتو: د صوابی پوهنتون ; اردو: یونیورسٹی آف صوابی ; به اختصار UoS)، یک دانشگاه بخش دولتی است که در انبار، سوابی در خیبر پختونخوا، پاکستان واقع شده‌است.
در سال ۲۰۱۲، دولت خیبر پختونخوا به رهبری حزب عوامی ملی تصمیم گرفت که پردیس مردانه دانشگاه عبدالولی خان را با استفاده از حق امتیاز تولید برق و تنباکو ناحیه سوابی به دانشگاه کامل ارتقا دهد.